# Gare de Saintes
Ne doit pas être confondu avec Gare de Saintes (Belgique).
La gare de Saintes est une gare ferroviaire française des lignes de Chartres à Bordeaux-Saint-Jean, de Nantes-Orléans à Saintes et de Saintes à Royan. Elle est située sur le territoire de la commune de Saintes, dans le département de la Charente-Maritime, en région Nouvelle-Aquitaine.
Elle est mise en service en 1867 par la Compagnie des chemins de fer des Charentes, avant de devenir une gare de l'Administration des chemins de fer de l'État en 1878.
Depuis 1938, c'est une gare de la Société nationale des chemins de fer français (SNCF). Elle est désormais desservie par des trains de grandes lignes et des trains express régionaux du réseau TER Nouvelle-Aquitaine.

## Situation ferroviaire
Établie à 11 mètres d'altitude, la gare de bifurcation de Saintes est située au point kilométrique (PK) 491,569 de la ligne de Chartres à Bordeaux-Saint-Jean, entre les gares ouvertes de Saint-Hilaire - Brizambourg et de Beillant.
Elle est également l'aboutissement au PK 252,333 de la ligne de Nantes-Orléans à Saintes, après la gare de Taillebourg, et l'origine au PK 0,000 de la ligne de Saintes à Royan, avant la gare ouverte de Saujon.

## Histoire
La gare de Saintes est mise en service le 15 avril 1867 par la Compagnie des chemins de fer des Charentes, lors de l'ouverture de la section de Rochefort à Saintes, suivie le 31 mai 1867 par la section de Saintes à Cognac.
Ce n'est que le 1er juin 1911 que la section de Saint-Jean-d'Angély à Saintes a été inaugurée, suivie le 1er juillet 1912 par celle de Saintes à Saujon.

## Fréquentation
De 2015 à 2023, selon les estimations de la SNCF, la fréquentation annuelle de la gare s'élève aux nombres indiqués dans le tableau ci-dessous.
| Année                     | 2015    | 2016    | 2017    | 2018    | 2019    | 2020    | 2021    | 2022    | 2023    |
| ------------------------- | ------- | ------- | ------- | ------- | ------- | ------- | ------- | ------- | ------- |
| Voyageurs                 | 519 863 | 485 212 | 521 848 | 454 350 | 499 544 | 309 878 | 495 401 | 715 225 | 739 640 |
| Voyageurs + non voyageurs | 649 829 | 606 515 | 652 310 | 567 938 | 624 430 | 387 348 | 619 251 | 894 032 | 924 551 |

## Service des voyageurs

### Accueil
Gare SNCF, elle dispose d'un bâtiment voyageurs, avec guichets et salle d'attente, ouvert tous les jours. Elle est équipée d'automates pour l'achat de titres de transport TER et Grandes lignes. En gare, plusieurs services sont proposés : accueil tout public et spécifiquement handicapé ou jeune voyageur, service objets trouvés et toilettes. Sont également disponibles : une photocopieuse, une cabine photo et un office de tourisme, ainsi qu'une boutique de presse et des distributeurs alimentaires.

### Desserte

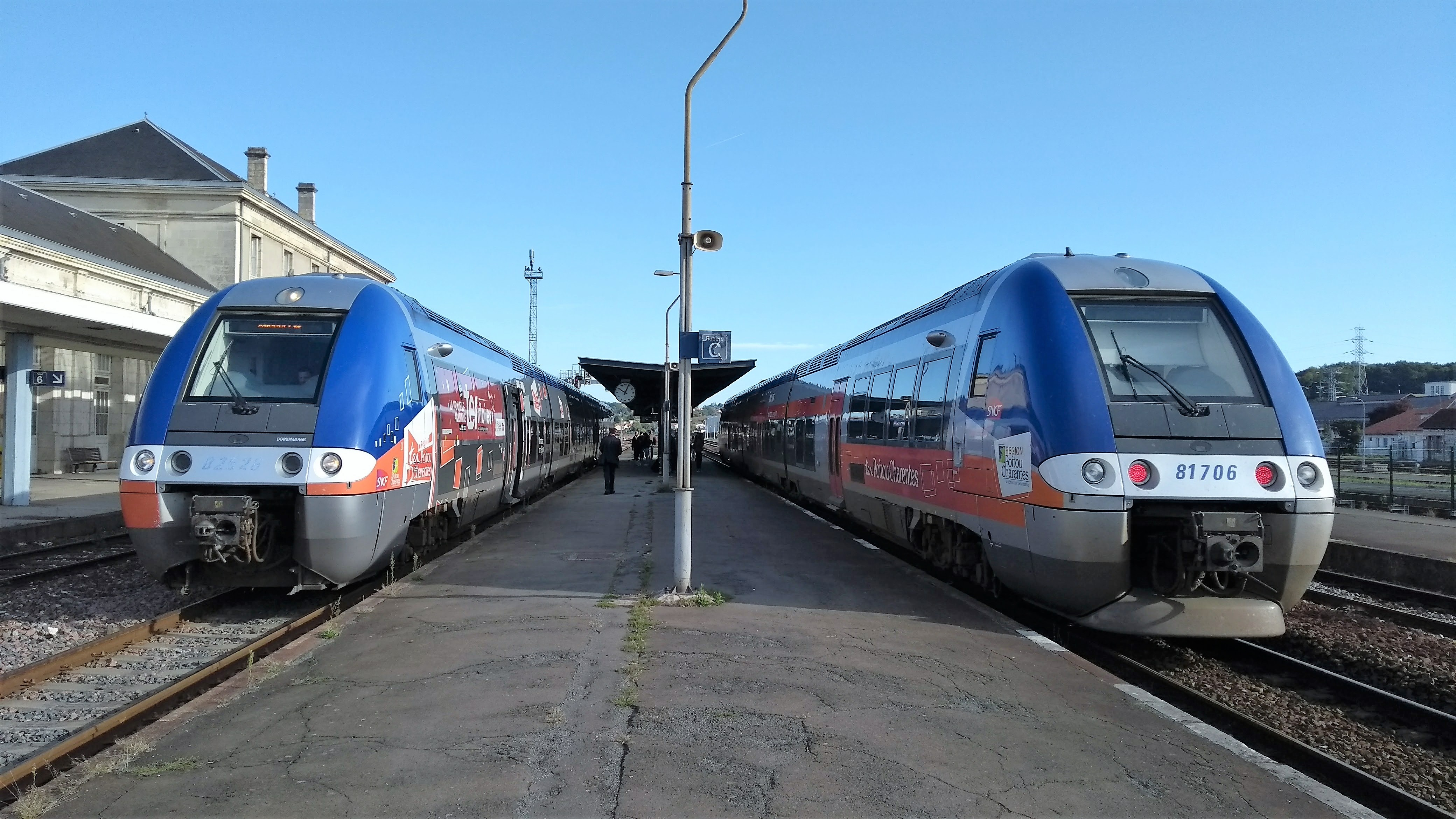
Rames TER stationnant en gare.

Saintes est desservie par des trains Intercités de l'axe Nantes – Bordeaux et par les trains TER Nouvelle-Aquitaine à destination de Rochefort (ou, au-delà, La Rochelle-Ville voire La Rochelle-Porte-Dauphine), Niort, Angoulême, Bordeaux-Saint-Jean et Royan.

### Intermodalité
Un parc à vélos et un parking sont aménagés à ses abords.
Elle est desservie par des bus urbains (lignes A, C et C+) et par des autocars régionaux (lignes 8, 12 et 13).

## Service des marchandises
Cette gare est ouverte au service du fret (train massif et wagons isolés pour certains clients).

## Technicentre
Le site a été choisi pour créer un Technicentre. Il s'occupe de la maintenance de locomotives Diesel-électriques et d'autorails thermiques, ainsi que la rénovation de voitures Corail ; enfin, il démantèle de vieux matériels comme des anciennes voitures VB2 du réseau "Transilien" et des wagons de marchandises.
Un centre de formation a été créé en 2020, appelé « Ferrocampus ». En 2026, il sera opérationnel pour la formation continue de nouveaux métiers ferroviaires.